# St. Charles megye (Louisiana)
Saint Charles megye az Amerikai Egyesült Államokban, azon belül Louisiana államban található. Megyeszékhelye Hahnville, legnagyobb városa Luling. Lakosainak száma 52 549 fő (2020. április 1.). St. Charles megye Jefferson, Lafourche, Saint John the Baptist és Tangipahoa megyékkel határos.

## Népesség
A megye népességének változása:
| Lakosok száma | 52 854 | 52 442 | 52 502 | 52 617 | 52 812 | 52 549 |
|               | 2010   | 2011   | 2012   | 2013   | 2015   | 2020   |